# Siegebod Schack
Siegebod Schack († 1261) war von 1234 bis 1259 Domherr zu Lübeck und von 1240 bis 1251 Domherr zu Schwerin.

## Leben
Siegebod Schack stammte aus einem ursprünglich niedersächsischen, dann in Sachsen-Lauenburg und in Mecklenburg ansässigen Rittergeschlecht.
Siegebod war Subdiakon und vom 15. März 1234 bis zum 24. Oktober 1259 Domherr zu Lübeck. Seit dem 17. März 1248 gehörte auch die Propstei zu seinem Amt. 1259 trat er als Propst auch als Käufer von Gütern zu Puttekendorpe auf.
Vom 20. Mai 1240 bis zum 26. Juni 1251 ist Siegebod Schack als Domherr zu Schwerin nachweisbar. 1240 reiste er mit einem Hamburger Domherren zur päpstlichen Kurie, um für den Schweriner Elekten Dietrich einen päpstlichen Dispens zu erwirken.
Am 27. April 1248 wurde er noch als Archidiakon der Schweriner Kirche erwähnt, es könnte aber auch Tribsees gewesen sein.
Siegebod muss vor dem 27. April 1261 gestorben sein, da zu diesem Zeitpunkt bereits sein Nachfolger in der Lübecker Propstei genannt wurde. Seine Memorienfeier zu Lübeck ist im dortigen Präbendenverzeichnis festgelegt, im Verzeichnis der Vikarien wurde er als Stifter von zwei Vikarstellen genannt.